# Exilio

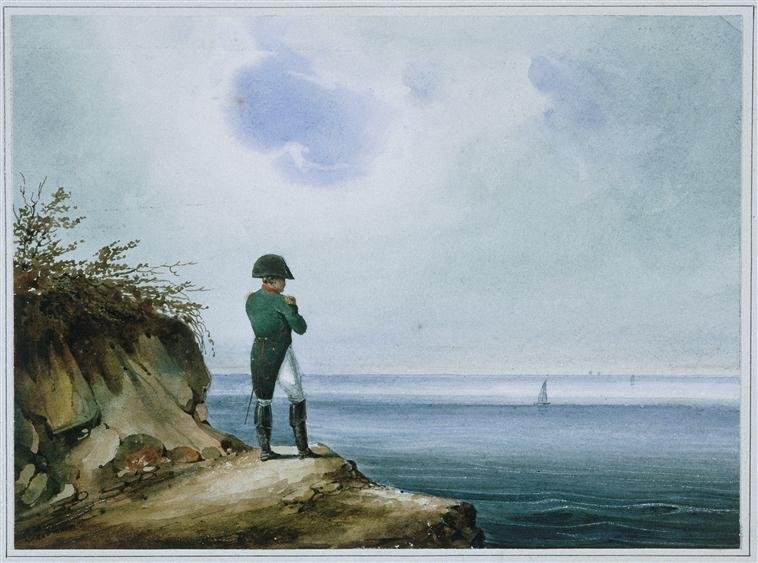
Napoléon I en la Isla Santa Elena, por el pintor franco-alemán Franz Josef Sandmann.

El exilio es el hecho de encontrarse lejos del lugar natural, ya sea ciudad o nación, debido a la expatriación, voluntaria o forzada, de un individuo mientras que alguna circunstancia, generalmente por motivos políticos, le impide regresar por amenazas de cárcel o muerte. Puede ser una forma de castigo y soledad.

## Tipos de exilio

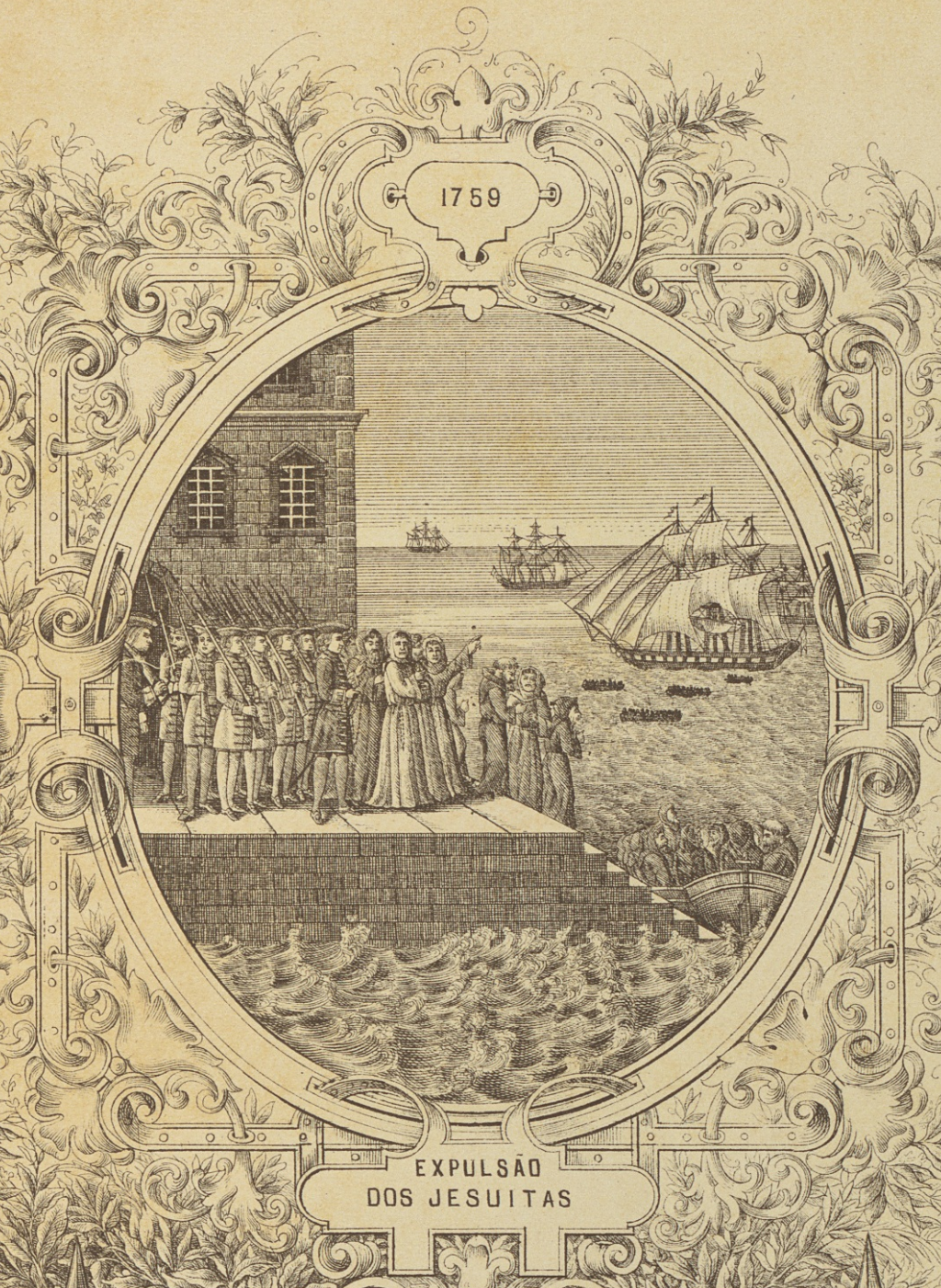
Grabado de la expulsión de los jesuitas del Reino de Portugal (1759), que muestra a los religiosos escoltados por soldados aguardando una embarcación para partir al exilio.

Es común distinguir entre exilio externo, la deportación fuera del lugar de residencia, y el exilio interno, ya sea por un forzado reasentamiento en el lugar de residencia o por verse coartada la posibilidad de actuar en el mismo a través de la prohibición de desarrollar sus actividades (generalmente literarias o artísticas) o de manifestar públicamente la disensión respecto al régimen. Aunque más comúnmente utilizado para describir una situación individual, el término se utiliza también para grupos (especialmente los grupos étnicos o nacionales), o para un gobierno entero.

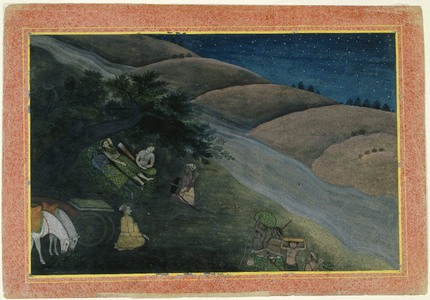
La primera noche en el exilio. Esta pintura proviene de una famosa serie que ilustra una de las grandes epopeyas del hinduismo, el Ramayana. Cuenta la historia del príncipe Rama, exiliado del reino de su padre.

Así, existen expresiones tales como la diáspora de refugiados y el exilio de grupo, tanto voluntario como forzoso. En España, se considera el exilio por antonomasia al exilio republicano tras la Guerra Civil de 1936-1939. El gobierno en el exilio describe un gobierno de un país que se ha visto obligado a trasladarse y defender su legitimidad desde fuera de ese país, como el del Tíbet o el republicano español de posguerra; y también puede darse el caso de naciones en exilio, como Armenia de 1078 a 1375, que tras la invasión de su territorio por tribus selyúcidas se exilió en Cilicia formando un nuevo reino.

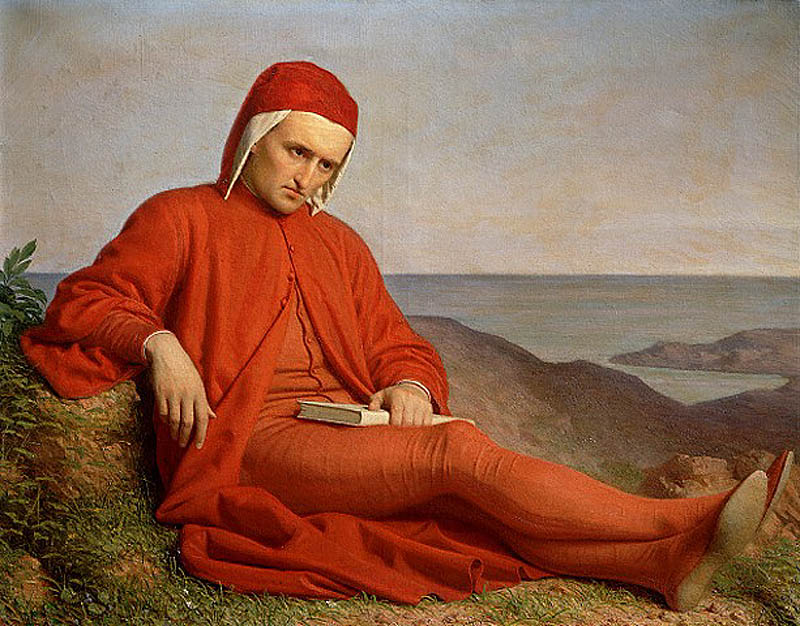
Dante en el exilio, por Domenico Petarlini.

El exilio también puede ser una salida autoimpuesta de la patria. El autoexilio se representa a menudo como una forma de protesta por la persona que lo reclama, para evitar la persecución o asuntos legales (como los impuestos o las denuncias penales), un acto de vergüenza o arrepentimiento, o el aislamiento para poder dedicar tiempo a una actividad particular.
Algunos autores utilizan el término exiliado con el sentido de refugiado.